# コラボハウス
株式会社コラボハウスは、愛媛県松山市北井門に本社を置く日本の住宅メーカー。

## 概要
「設計士とつくるデザイナーズ住宅」をコンセプトに掲げる、注文住宅ビルダーである。個人住宅設計・施工を主力とし、今では一般的となった設計士が顧客と直接打ち合せするスタイルを2008年の設立時から続けている。
営業担当者を置かず、専門家が土地選びや間取り決めから関わり、材料仕入れや施工も自前で行いコストを抑えているのが特徴となっている。2023年5月期の建設実績は265棟。
本社を置く松山市を拠点に愛媛県、香川県、徳島県、岡山県、大阪府、秋田県に店舗を展開。「子育てで家で時間がない夫婦が、じっくり話せるように」との願いから、顧客と打ち合わせなどをする各スタジオへの保育士常駐を行っている。

## 事業所
愛媛県
- 本社・北井門工事部事務所 - 愛媛県松山市北井門2丁目12－5
- 松山束本オープンスタジオ - 愛媛県松山市束本1丁目6－10　2F
- 松山久万ノ台オープンスタジオ - 愛媛県松山市久万ノ台314－4　1F
- 今治オープンスタジオ - 愛媛県今治市馬越4丁目5－33
- 新居浜オープンスタジオ - 愛媛県新居浜市国領1丁目1846－1　1F

香川県
- 高松オープンスタジオ - 香川県高松市東山崎町13－2
- 丸亀オープンスタジオ - 香川県丸亀市飯野町西分甲597-1

徳島県
- 北島オープンスタジオ - 徳島県板野郡北島町鯛浜川久保176番5
- 沖浜オープンスタジオ - 徳島県徳島市山城西4丁目4

岡山県
- 辰巳オープンスタジオ - 岡山県岡山市北区辰巳421-1 エトリール大森1階

大阪府
- 中百舌鳥オープンスタジオ - 大阪府堺市北区百舌鳥梅町3丁目47-1 1F
- 和泉府中オープンスタジオ - 大阪府泉大津市豊中町2丁目7-15

秋田県
- 山王オープンスタジオ - 秋田県秋田市川元松丘町1-22

## 沿革
- 2008年6月 - 「株式会社コラボハウス」設立。
- 2009年
  - 1月 - 松山束本オープンスタジオ開設。
  - 7月 - 保育士の雇用をスタート。
- 2010年1月 - 今治ルーム開設。
- 2011年3月 - 松山久万ノ台オープンスタジオ開設。
- 2012年
  - 4月 - 新居浜オープンスタジオ開設。
  - 10月 - 英語教室を開講し、初めて外国人を採用。
- 2013年 - コラボハウスフランチャイズを開始。
- 2015年4月 - 高松オープンスタジオ開設。
- 2016年2月 - 札幌～熊本まで加盟店8102店舗となる。
- 2017年5月 - 丸亀オープンスタジオ開設。岐阜オープンスタジオ開設。
- 2020年7月 - 国分寺オープンスタジオ開設。
- 2021年7月 - 中百舌鳥オープンスタジオ開設。
- 2022年
  - 7月 - 北島オープンスタジオ開設。
  - 9月 - 和泉府中オープンスタジオ開設。
  - 11月 - 山王オープンスタジオ開設。
- 2024年6月 - 徳島沖浜オープンスタジオ開設。岡山辰巳オープンスタジオ開設。

## 関連会社
- 株式会社シンプルハウス（住宅建築業）[1]